# 텍스멕스

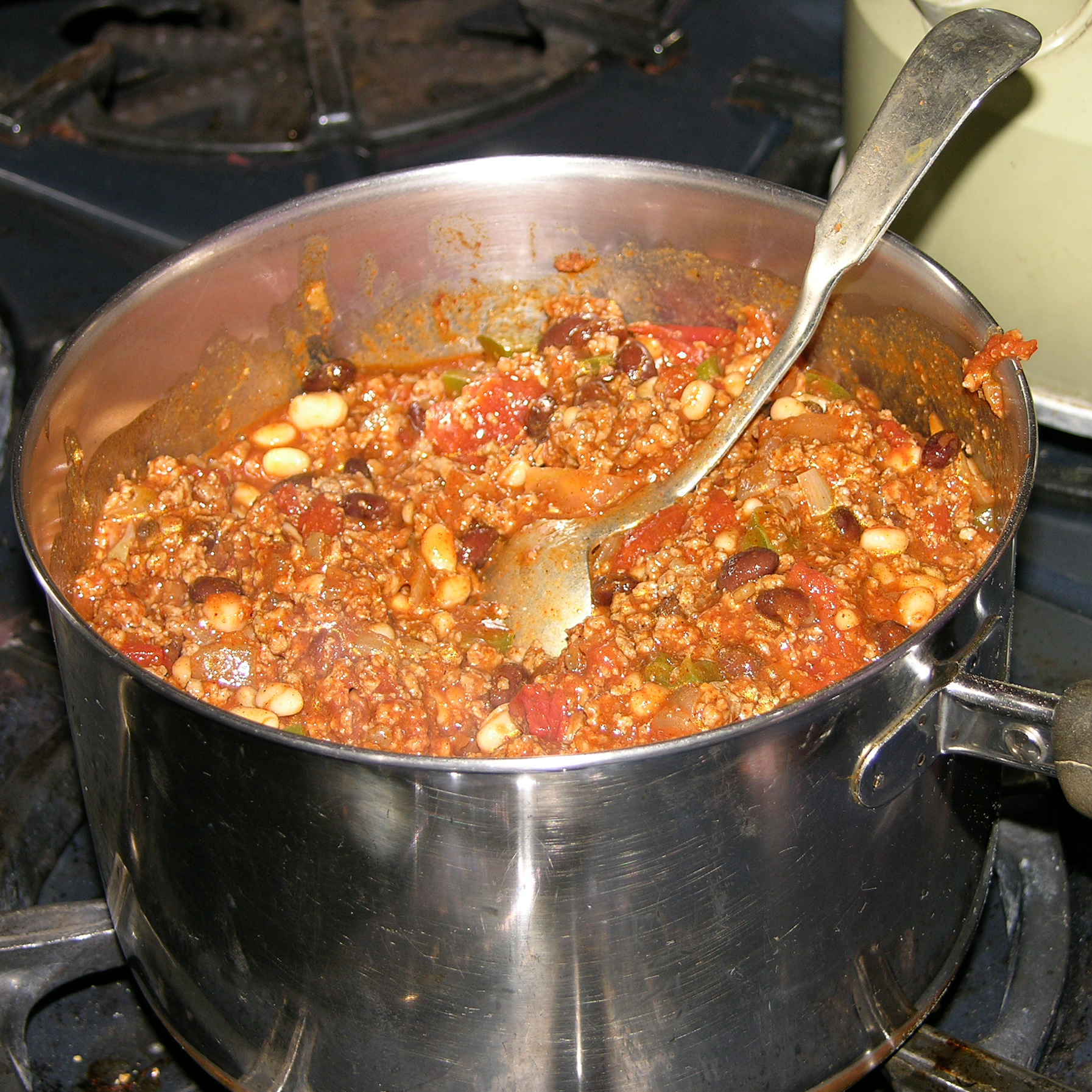
칠리는 전형적인 텍사스 음식이다.

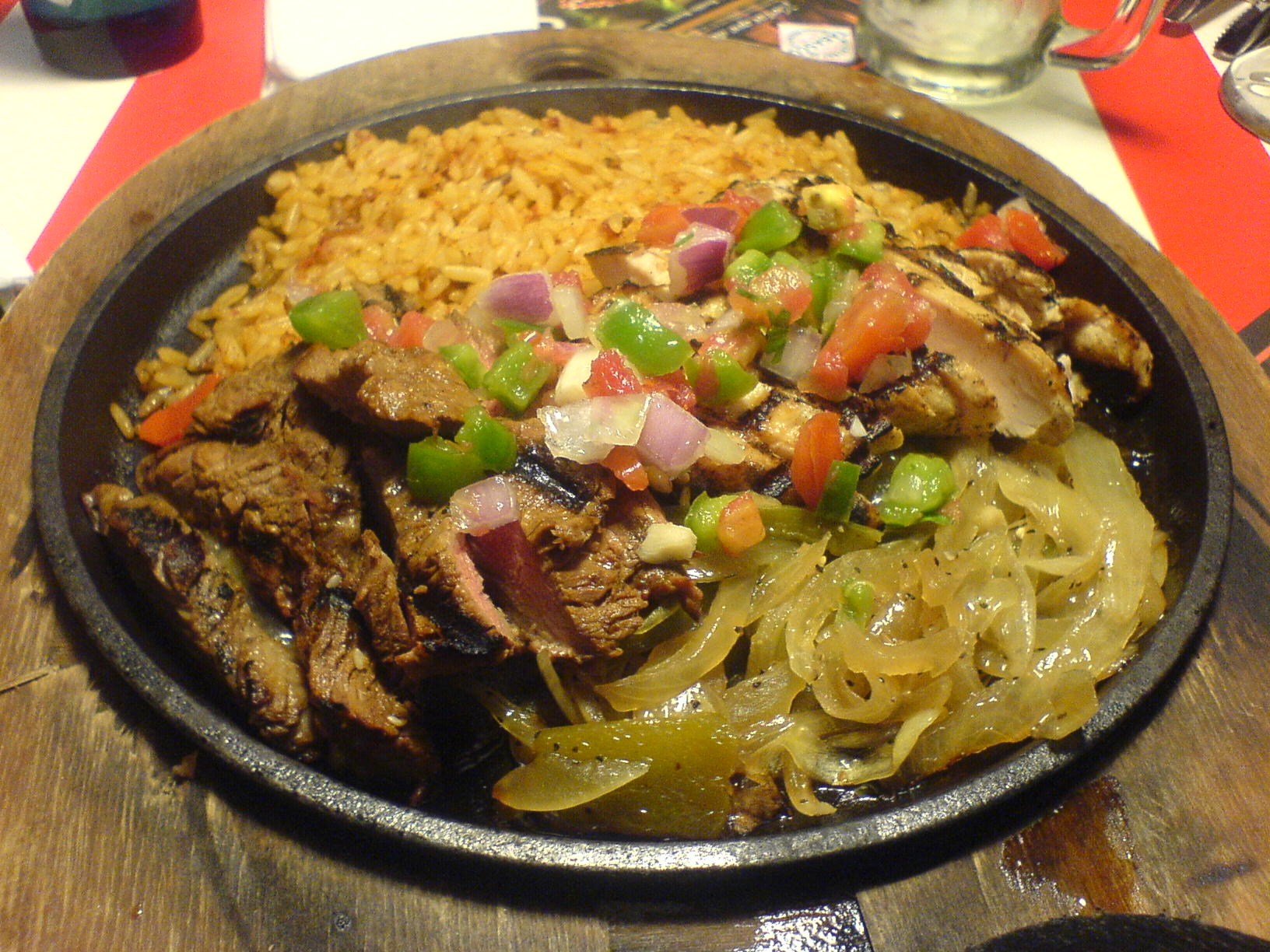
철판에 뜨겁게 달구어진 소고기와 닭고기 파히타.

텍스멕스(Tex-Mex, 텍사스와 멕시코를 결합한 단어)는 미국 남부 지방에서 유래한 요리의 하나로, 멕시코 이민자들이 처음으로 개발해 미국 남부지방에 전파하였다. 멕시코 요리의 영향을 많이 받았으며, 주로 텍사스주를 비롯한 미국 남부 지역에서 인기가 많다. 멕시코와 국경을 맞댄 텍사스주에서 처음 시작되어, 점차적으로 텍사스 인근 남서부 주와 미국 전역으로 퍼진 것으로 알려져 있다. 텍스-멕스는 미국 남서부에 속한 다른 주(애리조나, 뉴멕시코, 콜로라도, 유타주)의 요리와는 매우 다른 특색이 있다. 위에 언급된 주에서는 '뉴멕시코 요리'를 주로 즐긴다. 텍사스 이외의 지역에서는 텍스-멕스를 현지화된 멕시코 음식의 하나로 여긴다. 미국 일부 주와 다른 국가에서 텍스-멕스를 "멕시코 음식"으로 언급하는 경우도 많다. 다른 한편에서는 멕시코에서 들여온 재료를 가지고 만든 미국 남부 요리의 하나로 분류한다. 텍사스를 제외한 다른 주에서는, 텍스-멕스를 미국 남서부 지역 요리의 동의어처럼 사용하기도 한다.
멕시코 음식과 많은 재료를 공유하지만, 멕시코 음식에서 사용되지 않는 일부 재료들도 사용하며, 토르티야에 녹인 치즈, 고기(갈은 소고기), 강낭콩, 향신료 등을 주로 곁들여 먹는 것이 특징이다. 칠리, 칠리 콘 케소, 나초, 칠리 그레이비, 파히타 등은 모두 텍스-멕스가 만들어낸 음식들이다. 음식점에서는 큰 접시에 파히타, 칠리, 토르티야 등이 같이 나온다. 주문한 음식이 나오기 전, 전채로 토르티야 튀김에 살사가 같이 나오는 것이 일반적이다. 텍스-멕스에는 쿠민과 같은 향신료가 자주 사용된다.

## 역사

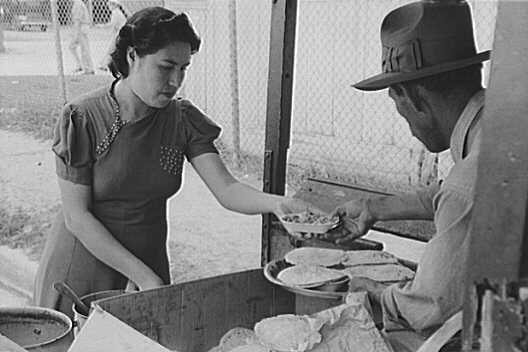
토르티야 가게, 1939년 3월, 텍사스 샌안토니오

텍스-멕스라는 단어가 처음 등장한것은 1875년 텍사스와 멕시코를 이어주는 철도 노선이 시작되면서 부터다. 1800년대 열차 시간표를 게재하던 신문들은 철도 노선의 이름을 축약어로 적었다. 미주리 퍼시픽 열차(Missouri Pacific Railroad)는 Mo. Pac., 텍사스 멕시코 열차는 Tex. Mex.로 표기되었다. 1920년대에는 텍스와 멕스 두 단어 사이를 하이픈(붙임표)로 연결한 텍스-멕스가 등장하고, 이 용어가 텍사스에서 태어난 멕시코 이민 2·3세들을 가리키는데도 사용된다.
스페인 선교사들이 멕시코와 텍사스에 정착하면서, 스페인 요리와 멕시코 요리가 서로 융합되기 시작했다. 그러나 텍스-멕스라고 알려지게 된 요리는 텍사스의 뉴 스페인(이후 멕시코로 독립) 식민지 시절, 테하노 (멕시코계 텍사스인)들이 멕시코 토속 음식과 스페인 음식을 결합하면서 시작된다.
샌안토니오와 엘패소 사이의 텍사스 남부지역에서 텍스-멕스는 특별한 변형이 존재하지 않았고, 초기부터 멕시코 북부의 요리법에 큰 영향을 받았다. 남부 텍사스와 북부 멕시코는 '목장 문화'라는 공통점을 지니고 있었다. 카브리토, 바르바코아 데 카베사(barbacoa de cabeza, 소머리 바비큐), 카르네 세카(carne seca, 말린 쇠고기)등과 같이 목장 가축을 도축한 음식은 리오그란데강 양안에서 모두 일반적이었다. 20세기들어서 대량 생산이 시작되고 미국에서 생산된 제품의 가격이 저렴해 지면서, 텍스-멕스는 가공 치즈와 같은 미국적 요소를 받아들이기 시작한다.
미국 남북 전쟁 이전까지, 리오그란데 주변과 다른 텍사스 지역의 음식은 큰 차이가 없었다. 열차로 화물을 실어나르게 되면서, 미국산 식료품과 취사 도구들이 미국내에서 보편화 되기 시작했다.
1968년 로스앤젤레스 타임스 기사에는 이런 내용이 실렸다.: "구 세계의 요리와 (먹는데 집중하느라) 말을 잊게 만드는 남부·텍스-멕스의 음식의 조화를 텍사스 힐 카운티(Texas Hill Country)에서 맛볼 수 있다."
1983년에서 프랑스 파리의 첫 텍스-멕스 음식점이 문을 열었다. "베티 블루(Betty Blue)"라는 영화가 1986년 상영된 이후 파리에서 텍스-멕스의 인지도가 올라갔다.

## 대표적인 음식

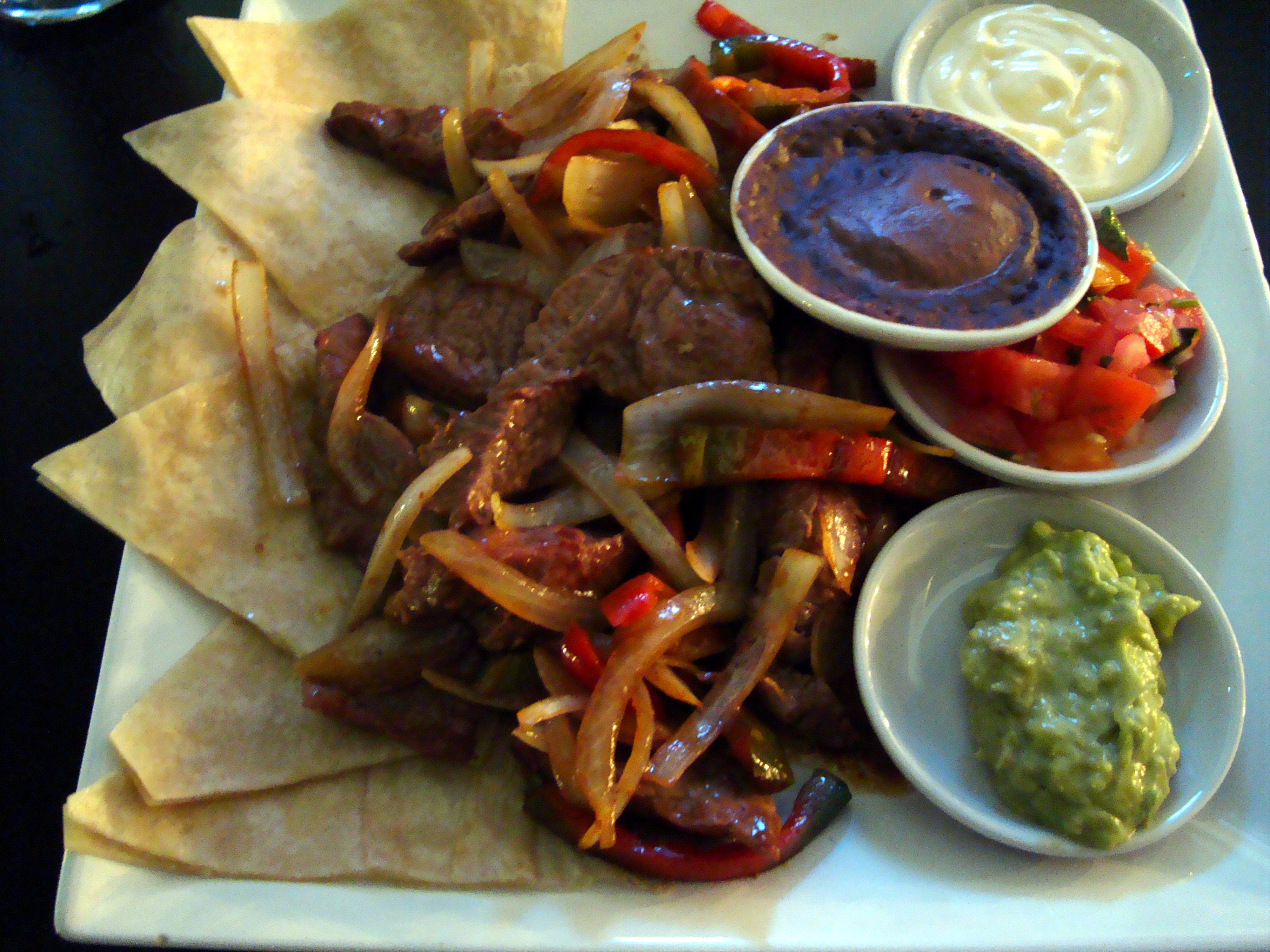
소고기 파히타
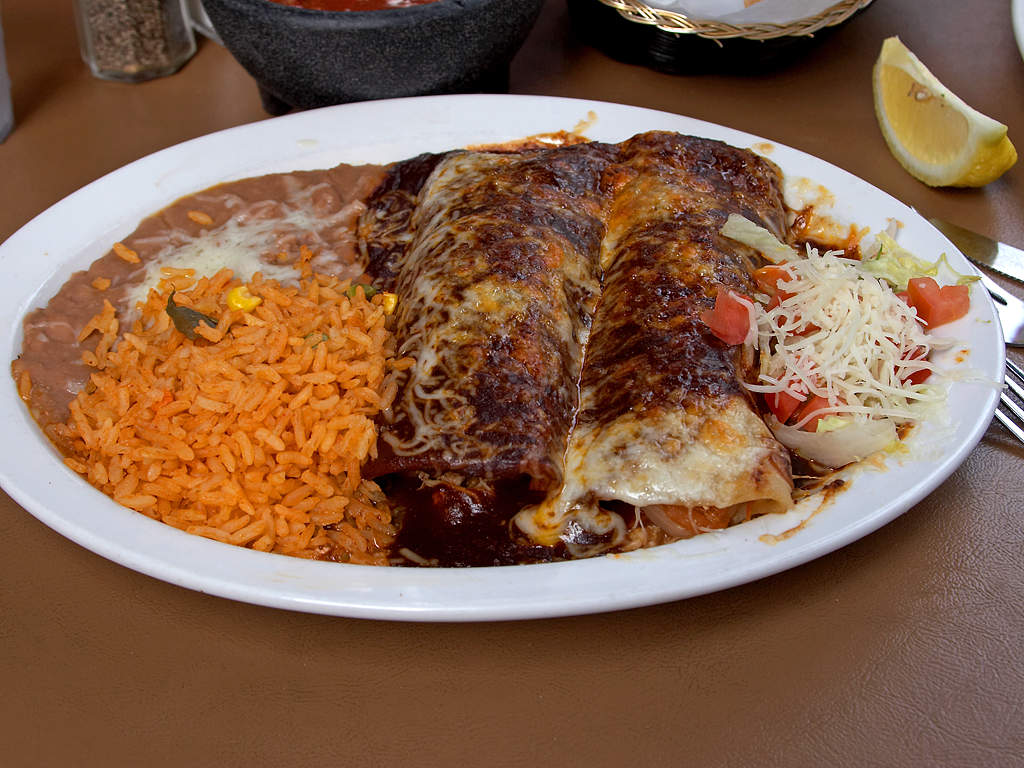
엔칠라다
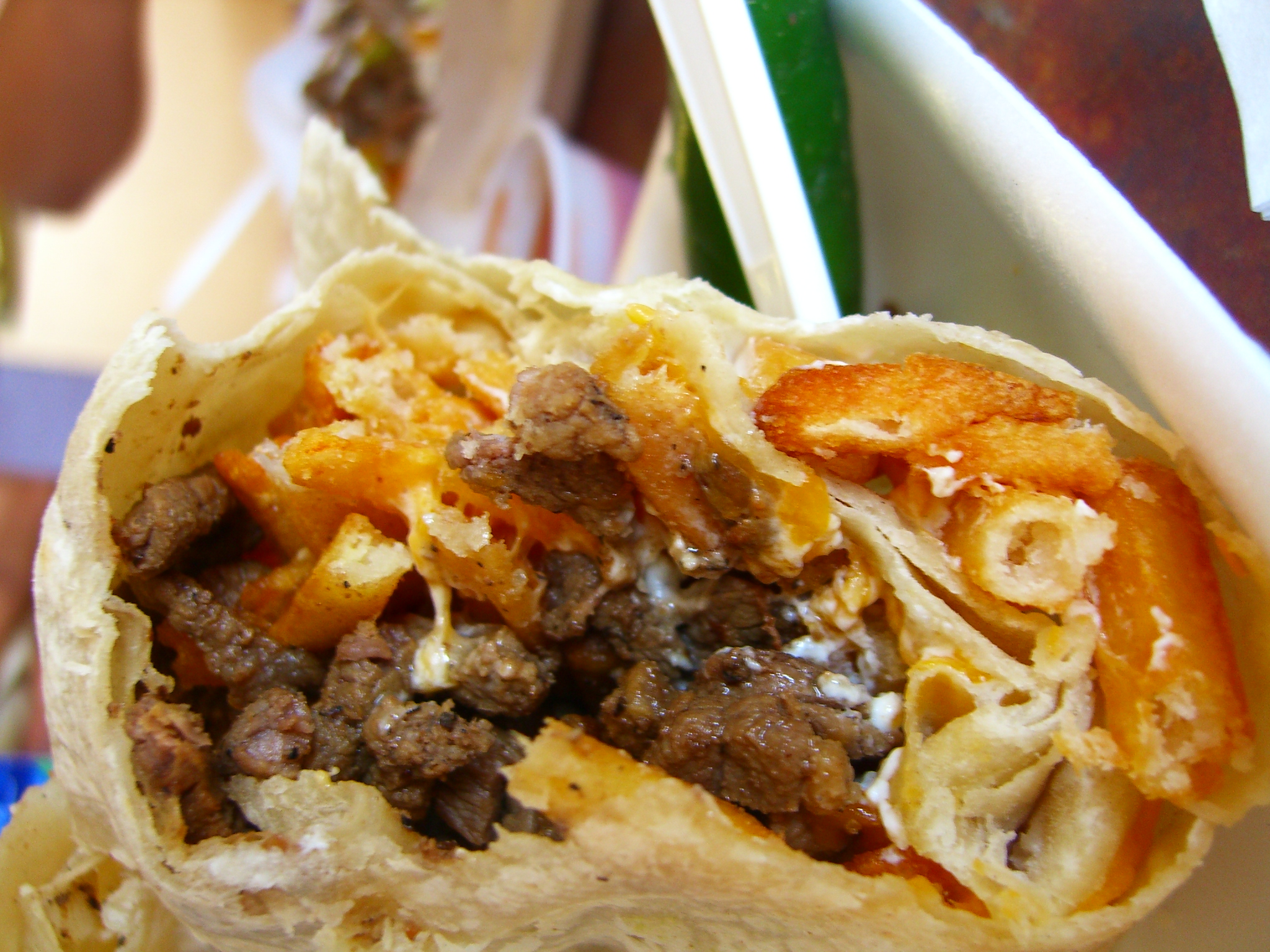
부리토
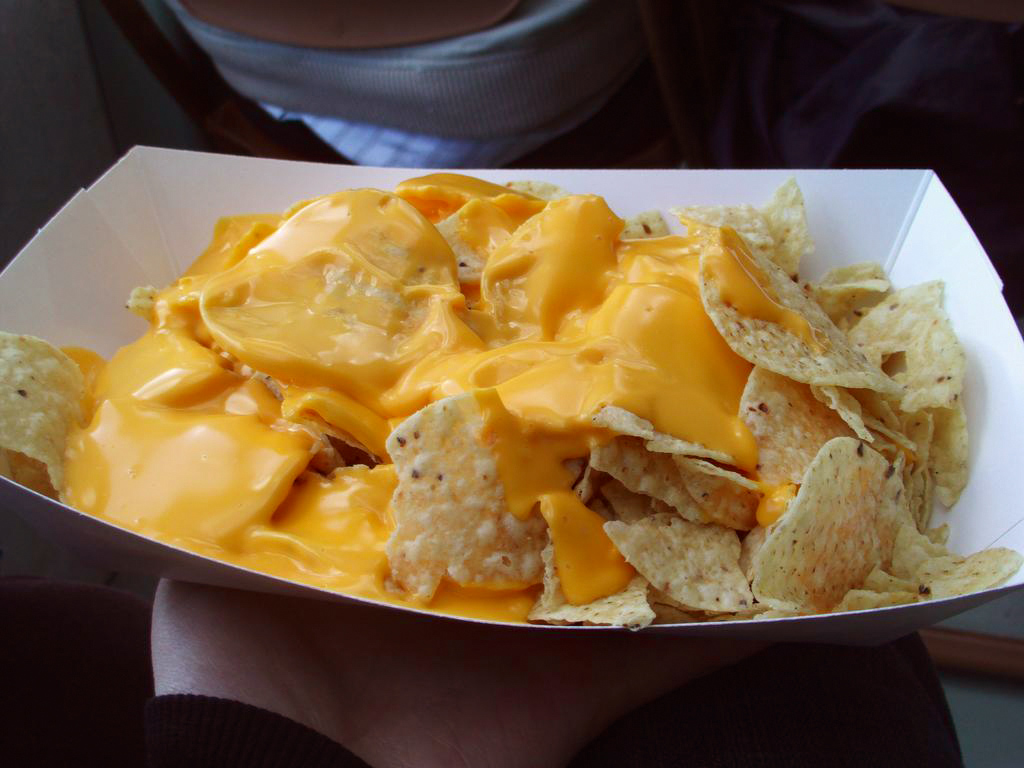
나초
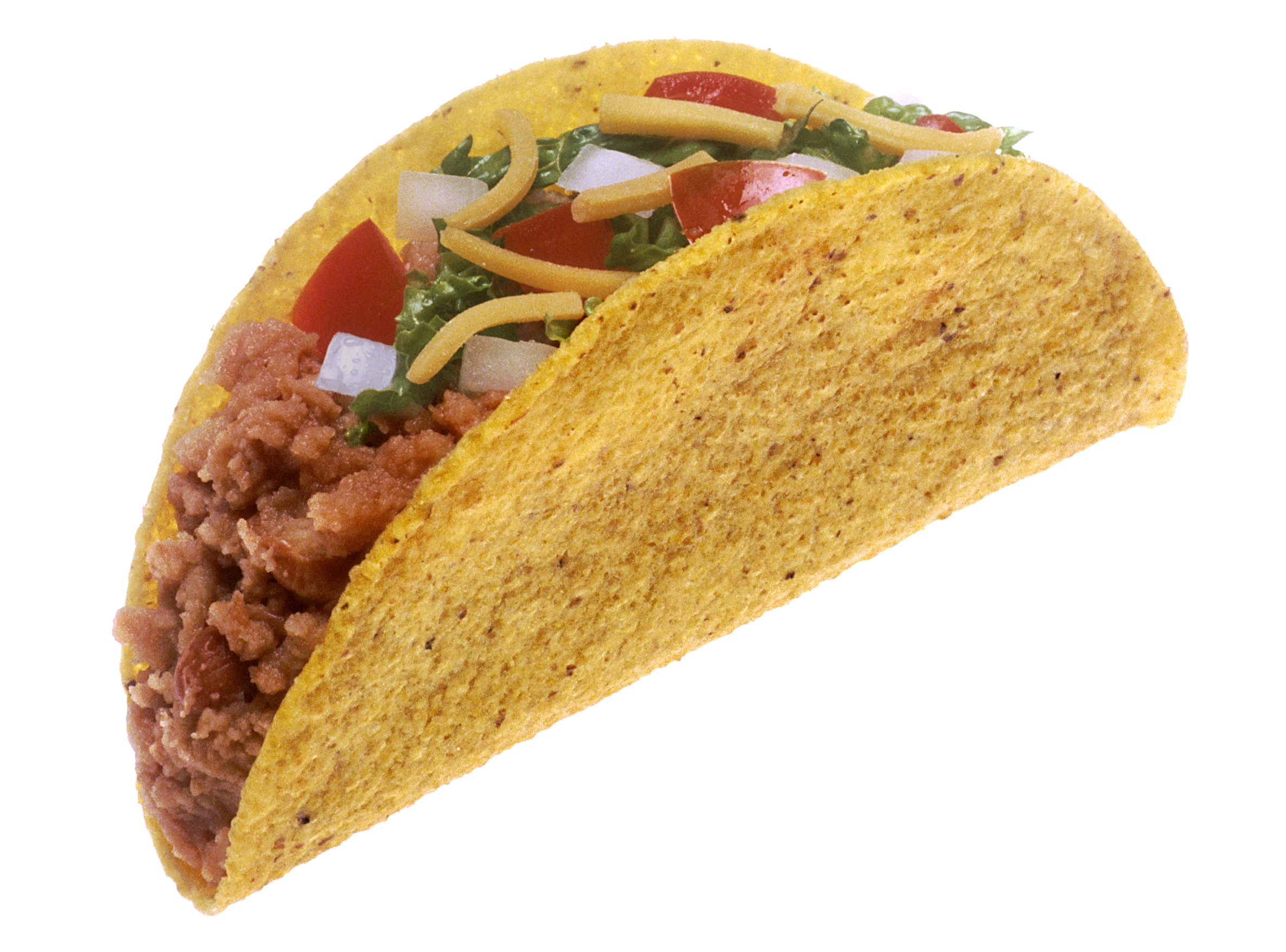
타코
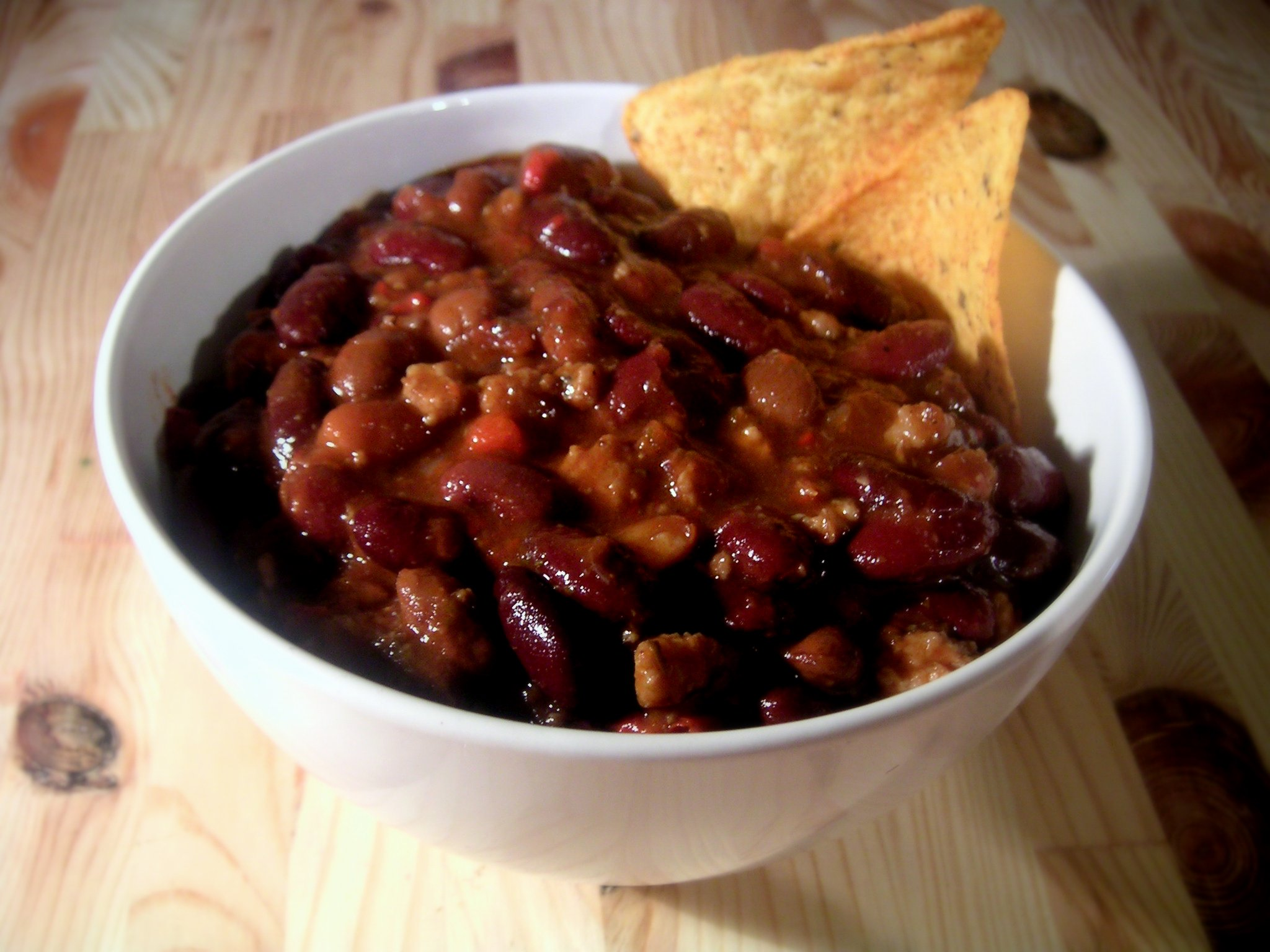
칠리

## 같이 보기
- 미국 요리
- 멕시코 요리
- 칠리